# Stazione di Lariano
La stazione di Lariano era una stazione ferroviaria posta sulla linea Velletri-Segni. Serviva il centro abitato di Lariano.